# Ferrantino Novello Malatesta
|  | No s'ha de confondre amb el seu avi Ferrantino Malatesta. |

Ferrantino Novello Malatesta  fou el fill de Malatestino Novello Malatesta. Fou senyor de Mondaino, Saludecio, Roncofreddo, San Giovanni in Galilea i Monleone des del juliol del 1334, senyor de Verrucchio i Montescudo des del 1336 (a la darrera només del març al juny del 1336). Va morir en batalla a Bettona el febrer del 1352. Es va casar amb Violant Monfeltro, filla de Frederic Montefeltro senyor d'Urbino i va deixar només tres filles: Idana (dona de Tino Malatesta de San Mauro) i dues de nom no conegut.